# José Bento Porto
José Bento Porto (? — ?) foi um político brasileiro.
Foi eleito  deputado estadual, à 22.ª Legislatura da Assembleia Legislativa do Rio Grande do Sul, de 1893 a 1897.